# حسين عباس (قناص)
حسين عباس قناص بالقوات المسلحة المصرية، كان ضمن فريق الاغتيال المنفذ لاغتيال الرئيس أنور السادات، وكان يجلس فوق سيارة نقل الجنود التي كانت تقل فريق التنفيذ، وانتظر حتى حصل على فرصة اقتناص السادات وبالفعل أطلق طلقة واحدة اخترقت رقبة الرئيس الراحل وكانت من الأسباب الرئيسية لوفاته، وبعد قنص السادات ترجل من السيارة وتابع ما حدث لزملائه من خلال تسلله إلى المنصة للمشاهدة ثم رحل كأي شخص عادي ولم يتم القبض عليه إلا بعد ثلاثة أيام من خلال إعترافات زملائه تحت التعذيب.